# レジナルド・アーヴィツ
Fieldy（フィールディ）ことレジナルド・クインシー・アーヴィッツ（Reginald Quincy Arvizu、1969年11月2日 - ）は、アメリカ合衆国の演奏家。
ニュー・メタルバンドのコーン（Korn）のベーシストとして知られる他、ハードロックバンドスティルウェル（StillWell）のギタリストとして活動している。

## 経歴
コーンに加入する以前には、学友であり後にコーンのギタリストとなるブライアン・ウェルチと共に数々のバンドで演奏していた。高校を卒業すると二人は、同じくギタリストのジェームズ・シェーファー、ドラマーのデイヴィッド・シルヴェリアと共に活動をカリフォルニア州のベーカーズフィールドからロサンゼルスに移した。アーヴィッツはジェームズ・シェーファーとデイヴィッド・シルヴェリアと共にオルタナティヴ・メタルバンドL.A.P.D.を結成、音楽活動を継続できる程度の成功はおさめたが、本格的な成功はボーカルのジョナサン・デイヴィスが加入し、コーンに改名してからのこととなった。
コーンのベーシスト兼作曲家として活動する傍ら、サイドプロジェクトとしてラップ・ミュージックバンドフィールディズ・ドリームス（Fieldy's Dreams）で活動し、2002年にアルバムロックンロール・ギャングスターを発表した。
さらに、インディーズ系ラッパーのQ-ユニークとのプロジェクトとしてスティルウェルを展開、2011年5月10日にファーストアルバムとなるダートバッグを発表した。
2009年3月10日には自伝ゴット・ザ・ライフ（Got The Life）を発売している。

## ディスコグラフィー

### ソロアルバム
- Fieldy's Dreams - Rock'n Roll Gangster (2002年1月22日)
- Bassically (2017年11月17日)